# バシリスクス
バシリスクス（Βασιλίσκος, Basiliscus, ? - 476年/477年冬）は、東ローマ帝国の対立皇帝（在位：475年 - 476年）。非常に強欲な性格で知られていた。

## 生涯
レオ2世が7歳で夭折した後、皇位はその実父にあたるゼノンが継ぐこととなった。ところがゼノンは惰弱な人物であったため、その皇位を狙う者も少なくなかった。
そして、ゼノンが皇位に即位してから1年足らずの475年、反乱が起こってゼノンは皇位を追われ、ゼノンの義母にあたるウェリーナ（ゼノンの妻アリアドネの実母）の弟にあたるバシリスクスが皇帝（対立皇帝）として即位することとなった。
しかし、バシリスクスはレオ1世の下でヴァンダル王国に海戦で挑んで惨敗した時の司令官であり、能力も人望も無かった。
翌476年、故郷である小アジア南部のイサウリアに追放されていたゼノンがコンスタンティノポリスに進軍してくると、帝位を追われ、ゼノンが皇帝として復位した。